# DPMM Brunei
Maillots
Actualités
Le DPMM Brunei (DPMM signifiant Duli Pengiran Muda Mahkota) est un club brunéien de football basé à Bandar Seri Begawan.

## Histoire
Fondé en 2000, il participe à la Brunei Premier League et le club remporte le championnat de Brunei en 2002 et 2004. Il rejoint le championnat de Malaisie en 2005. En 2009, il entre dans la S.League. Durant la saison 2009, le club est exclu en cours de saison car la FIFA suspend la fédération brunéie. En 2012, il fait son retour en S.League après trois années d'absence. En 2015, il parvient à inscrire son nom au palmarès du championnat en terminant en tête du classement, pour la première fois de son histoire.
A partir de la saison 2025-2026, le DPMM Brunei rejoint le championnat de Malaisie.

## Palmarès
- Championnat de Singapour (2)
  - Champion : 2015 et 2019
  - Vice-champion : 2012 et 2014

- Championnat de Brunei (2)
  - Champion : 2002 et 2004
  - Vice-champion : 2003

- Coupe de Singapour (1)
  - Vainqueur : 2016

- Coupe de Brunei (2)
  - Vainqueur : 2004 et 2022

- Supercoupe de Brunei (2)
  - Vainqueur : 2002 et 2004

- Coupe de la ligue de Singapour (3)
  - Vainqueur : 2009, 2012 et 2014
  - Finaliste : 2013

## Anciens joueurs
| - Stéphane Auvray - Hamid Berguiga - Tiago dos Santos - Rodrigo Tosi - Rodrigo Gral - Cristian Fedor - Ali Ashfaq |  | - Jeon Kyung-jun - Matthew Mbuta - Francois Mpessa - Francis Viban Bayong - David Adjei - Ibrahim Fazeel - Haimie Anak Nyaring |  |  |